# Jakub Ihnát
Jakub Ihnát (ur. 22 października 1996 w m. Kráľovskim Chlmcu) – słowacki siatkarz, reprezentant Słowacji, grający na pozycji przyjmującego.
Studiował ekonomię na uniwersytecie w Bratysławie.

## Sukcesy klubowe
Mistrzostwo Słowacji:
- 2019[8]

Superpuchar Czech:
- 2021, 2022[9]

Mistrzostwo Czech:
- 2022[10], 2025[11]
- 2023[12]

Puchar Czech:
- 2025[13]

## Występy w reprezentacji
| Turniej            | Miejsce                 | Rok       |
| Liga Europejska    | 11. miejsce 10. miejsce | 2018 2021 |
| Mistrzostwa Europy | 19. miejsce             | 2019      |